# Onet-le-Château
Onet-le-Château é uma comuna francesa na região administrativa de Occitânia, no departamento de Aveyron. Estende-se por uma área de 40,2 km². Em 2010 a comuna tinha 12 247 habitantes (densidade: 304,7 hab./km²).